# Эордея (дим)
Эорде́я (греч. Δήμος Εορδαίας) — община (дим) в Греции. Входит в периферийную единицу Козани в периферии Западная Македония. Население 45 592 человека по переписи 2011 года. Площадь общины 709,053 квадратного километра. Плотность 64,32 человека на квадратный километр. Административный центр — Птолемаис. Димархом на местных выборах в 2019 году избран Панайотис Плакендас (Παναγιώτης Πλακεντάς).
Создана в 2010 году (ΦΕΚ 87Α) по программе «Калликратис» при слиянии упразднённых общин Птолемаис, Айия-Параскеви, Вермион, Мурики, а также сообщества Власти. Получила название от исторической области Эордея.